# Бура (филм)
„Бура” је југословенски ТВ филм из 1969. године. Режирао га је Вук Бабић а сценарио је написао Момчило Миланков.

## Улоге
| Глумац           | Улога |
| ---------------- | ----- |
| Радмила Гутеша   |       |
| Оливера Марковић |       |
| Снежана Никшић   |       |
| Марко Тодоровић  |       |
| Стево Жигон      |       |